# سوت سان‌فرانسیسکو (کالیفرنیا)
سوث سان فرانسیسکو (به انگلیسی: South San Francisco) شهری در شهرستان سن ماتئو ایالت کالیفرنیا است که در سرشماری سال ۲۰۱۰ میلادی، ۶۳۶۳۲ نفر جمعیت داشته‌است.